# منتخب الدنمارك لكرة الطائرة للرجال
منتخب الدنمارك الوطني لكرة الطائرة للرجال (بالدنماركية: Danmarks volleyballlandshold)‏ هو ممثل الدنمارك الرسمي في المنافسات الدولية في كرة طائرة في فئة كرة الطائرة للرجال.